# Bonifacio Wimmer
Bonifacio Wimmer (Thalmassing, 14 gennaio 1809 – Latrobe, 8 dicembre 1887) è stato un monaco cristiano e missionario tedesco dell'Ordine benedettino (OSB), che nel 1846 fondò il primo monastero benedettino negli Stati Uniti d'America, Arciabbazia di San Vincenzo a Latrobe, in Pennsylvania. Nel 1855 ha fondato la Congregazione americana cassinese una delle congregazioni di diritto pontificio che costituiscono la Confederazione Benedettina.

## Biografia
Nacque il 14 Gennaio 1809 nella frazione di Thalmassing, in Baviera e fu battezzato Sebastian Wimmer. I suoi genitori, Peter Wimmer ed Elizabeth (nata Lang) Wimmer facevano i custodi presso una taverna.
Da ragazzo, Sebastian credeva di avere una vocazione al sacerdozio. Frequenta l'Università di Ratisbona e l'
Università di Monaco, dove studia legge. Vinta una borsa di studio e terminati gli studi teologici, viene ordinato sacerdote il 1 agosto 1831.

### Vocazione
Dopo la sua ordinazione sacerdotale, padre Sebastian Wimmer servì un anno come curato al famoso Santuario della Vergine Maria a Altötting, Baviera.
In questo stesso periodo il re di Baviera, Ludwig del Casato di Wittelsbach, libera dalla soppressione Napoleonica i monasteri Bavaresi Benedettini.
Uno di questi era l'antica Abbazia Benedettina di San Michele, nella città di Metten, Baviera.
Fondata nel 766 da Carlo Magno insieme ai monaci del cenobium di Montecassino dalla provincia italiana dell'Umbria, l'Abbazia in questione venne soppressa nel 1803 da Napoleone.
Con il suo ristabilimento, Padre Sebastian Wimmer ne approfittò per discernere la sua personale vocazione alla vita monastica Benedettina.
Entrando in comunità a Metten, padre Sebastian Wimmer ricevette il nome religioso di Bonifacio, dal grande Apostolo in Germania, San Bonifacio;
prese i voti solenni il 29 dicembre 1833 e visse una vita - come da lui professato -  di obbedienza.
Fin dall'inizio, padre Bonifacio Wimmer mostra una vocazione al missionariato a favore di migliaia di persone tedesche, che avevano lasciato la loro terra natale di perseguire una vita migliore negli Stati Uniti.
Venuto a conoscenza delle condizioni degli immigrati tedeschi negli Stati Uniti, Wimmer provvede subito ad inviare missioni Benedettine in loco.
Chiese addirittura al suo superiore il permesso di recarsi nel Nuovo Mondo come missionario. Nel 1846 padre Bonifacio Wimmer viene così inviato - in qualità di missionario in Stati Uniti nel 1846.

### Le difficoltà dei tempi
Tra il 1830 e il 1860 la maggior parte dei 1,5 milioni di immigrati tedeschi negli Stati Uniti si stabilì sulla frontiera rurale. Wimmer arriva per servire questa classe di immigrati cattolici lavoratori, e nei successivi quarant'anni, i suoi sforzi di evangelizzazione cresceranno ulteriormente, fino ad includere gli immigrati Irlandesi, gli Afro-Americani, i nativi Americani, ed altri immigrati provenienti dall'Europa dell'Est.
Si conferma - in questo modo - la tradizionale preferenza Benedettina di stabilire monasteri e centri religiosi nelle regioni agricole e di lavorare tra le popolazioni rurali piuttosto che quelle urbane.

### Missionario
Padre Bonifacio Wimmer e una squadra di 18 giovani aspiranti alla vita Benedettina lasciano Rotterdam, nei Paesi Bassi nel mese di luglio 1846.
Il viaggio attraverso l'Oceano Atlantico sulla nave a vapore, Stati Uniti Iowa, risulta piuttosto movimentato.
Inoltre, al suo arrivo a New York, Padre Bonifacio viene male accolto da alcuni sacerdoti, i quali cercano di convincerlo ad abbandonare i suoi piani.
Nonostante ciò, Padre Bonifacio si reca nella diocesi di Pittsburgh, dove verso la fine del 1846 riceve un invito ufficiale dal vescovo Michael O'Connor, il quale gli chiede di assumere la responsabilità pastorale di una piccola parrocchia di nome Saint Vincent, a circa 40 miglia a sud-est di Pittsburgh.
Wimmer e compagni giungono a Saint Vincent il 19 ottobre 1846. Vi trovano solo una piccola casa di scuola, un fienile, una capanna di legno, e una piccola Chiesa in mattoni. Fu qui che il 24 ottobre 1846, padre Bonifacio Wimmer, O.S.B., diventa Parroco della Parrocchia di Saint Vincent e fonda il primo monastero Benedettino negli Stati Uniti.
Nel 1851, ben 100 monaci operano a Saint Vincent.
Il 24 agosto 1855, papa Pio IX, nel Breve apostolico, Inter ceteras, eleva Saint Vincent al rango di Abbazia.
Entro i nove anni del suo arrivo negli Stati Uniti, Wimmer aveva costruito una solida base monastica con oltre 200 monaci.
Wimmer divenne abate nel 1855, e nel 1883, gli venne concesso il titolo di Arciabate da papa Leone XIII.
Abate Wimmer era un monaco operativo piuttosto che uno contemplativo.
Oltre alla costruzione di Saint Vincent, creò una comunità autosufficiente, sfruttando i suoi campi coltivati, il carbone estratto dalla terra e persino producendo la propria birra.

### Gli anni più tardi
Bonifacio Wimmer morì l'8 dicembre 1887.
Al momento della sua morte, esistevano ben dieci abbazie benedettine negli Stati Uniti, tutte da lui fondate.
Nel corso della sua vita, Bonifacio Wimmer ha fondato 152 Parrocchie Cattoliche Romane, dieci Abbazie e numerose scuole.
Viene lodato da Sadliers Enciclopedia Cattolica del 1888, come "Il più grande Missionario Americano del XIX secolo.
Oggi, esistono più di trenta Abbazie e monasteri che traggono la loro origini e radici dal lavoro instancabile dell'Arciabate Bonifacio Wimmer, O.S.B.